# Muzik
「Muzik」（ミュージック）は、韓国の女性5人組の歌手グループ4minuteの日本でのデビューシングル。

## 概要
- 今作は、2010年5月5日にユニバーサルミュージックより初回盤A・B・C、通常盤の4種形態で販売。
- 表題曲のMuzikは、パトワ語でMUSICの意味。

## 収録曲
1. Muzik (Japanese Ver.) 3分43秒
作詞 藤林聖子 作曲 S.tiger、Sangho.Lee
2. HOT ISSUE (Original Ver.) 3分28秒
作詞 S.Tiger、hey.j 作曲 S.tiger、Chaekyu.Lee
3. Muzik (Original Ver.) 3分43秒
作詞 Sangh Lee、S.Tiger 作曲 S.tiger、Sangho.Lee
4. Muzik (Instrumental) 3分43秒
作曲 S.tiger、Sangho.Lee
5. HOT ISSUE (Instrumental) 3分28秒
作曲 S.tiger、Chaekyu.Lee

## 仕様
- 【初回盤A】CD＋DVD 4Minute in Tokyo
- 【初回盤B】CD＋DVD 4Minute First Live Showcase in Japan
- 【初回盤C】CD＋豪華ブックレット＋トレーディングカード1枚
- 【通常盤】CD